# Ryan Wintle
Ryan Frank Wintle (Newcastle-under-Lyme, 13 giugno 1997) è un calciatore inglese, centrocampista del Cardiff City.

## Carriera
Nel 2015 la società dilettantistica dell'Alsager Town lo ha ceduto al Crewe Alexandra, dove per sei stagioni si è alternato tra terza e quarta divisione. Nel 2021 è stato acquistato dal Cardiff City, con cui ha esordito il 7 agosto dello stesso anno, in occasione dell'incontro di Championship pareggiato 1-1 contro il Barnsley.

## Statistiche

### Presenze e reti nei club
Statistiche aggiornate al 14 settembre 2022.
| Stagione               | Squadra                | Campionato             | Campionato | Campionato | Coppe nazionali | Coppe nazionali | Coppe nazionali | Coppe continentali | Coppe continentali | Coppe continentali | Altre coppe | Altre coppe | Altre coppe | Totale | Totale |
| Stagione               | Squadra                | Comp                   | Pres       | Reti       | Comp            | Pres            | Reti            | Comp               | Pres               | Reti               | Comp        | Pres        | Reti        | Pres   | Reti   |
| ---------------------- | ---------------------- | ---------------------- | ---------- | ---------- | --------------- | --------------- | --------------- | ------------------ | ------------------ | ------------------ | ----------- | ----------- | ----------- | ------ | ------ |
| 2015-2016              | Crewe Alexandra        | FL1                    | 3          | 0          | FACup+CdL       | 0               | 0               |                    | -                  | -                  | FLT         | 0           | 0           | 3      | 0      |
| 2016-2017              | Crewe Alexandra        | FL2                    | 17         | 1          | FACup+CdL       | 1+0             | 0               |                    | -                  | -                  | FLT         | 1           | 0           | 19     | 1      |
| 2017-2018              | Crewe Alexandra        | FL2                    | 18         | 2          | FACup+CdL       | 0+1             | 0               |                    | -                  | -                  | FLT         | 1           | 0           | 20     | 2      |
| 2018-2019              | Crewe Alexandra        | FL2                    | 46         | 1          | FACup+CdL       | 0+1             | 0+1             |                    | -                  | -                  | FLT         | 3           | 0           | 50     | 2      |
| 2019-2020              | Crewe Alexandra        | FL2                    | 37         | 3          | FACup+CdL       | 4+2             | 0+1             |                    | -                  | -                  | FLT         | 3           | 0           | 46     | 4      |
| 2020-2021              | Crewe Alexandra        | FL1                    | 43         | 2          | FACup+CdL       | 2+1             | 0               |                    | -                  | -                  | FLT         | 2           | 0           | 48     | 2      |
| Totale Crewe Alexandra | Totale Crewe Alexandra | Totale Crewe Alexandra | 164        | 9          |                 | 12              | 2               |                    | -                  | -                  |             | 10          | 0           | 186    | 11     |
| ago. 2021              | Cardiff City           | FLC                    | 1          | 0          | FACup+CdL       | 0+2             | 0               |                    | -                  | -                  |             | -           | -           | 3      | 0      |
| 2021-gen. 2022         | Blackpool              | FLC                    | 18         | 0          | FACup+CdL       | 0               | 0               |                    | -                  | -                  |             | -           | -           | 18     | 0      |
| gen.-mag. 2022         | Cardiff City           | FLC                    | 22         | 0          | FACup+CdL       | 1+0             | 0               |                    | -                  | -                  |             | -           | -           | 23     | 0      |
| 2022-2023              | Cardiff City           | FLC                    | 9          | 0          | FACup+CdL       | 0               | 0               |                    | -                  | -                  |             | -           | -           | 9      | 0      |
| Totale carriera        | Totale carriera        | Totale carriera        | 214        | 9          |                 | 15              | 2               |                    | -                  | -                  |             | 10          | 0           | 239    | 11     |